# Рислакки, Энсио
Хенрик Энсио Рислакки (сунд. Ensio Rislakki; 14 февраля 1896, Хаусъярви, Великое княжество Финляндское, Российская империя (ныне Канта-Хяме, Финляндии) — 30 января 1977, Хельсинки, Финляндия) — финский журналист, писатель
, драматург, сценарист, редактор.

## Биография
Сын пастора.
Образование получил в Хельсинкском и Лейпцигском университетах. В 1922—1927 годах работал журналистом в Uudessa Suomessa, в 1927—1932 — Suomen Kuvalehti, в 1930-е годы был главным редактором киножурнала Elokuva-Aitta, также был сотрудником других журналов и различных издательств (1934—1944). После Второй мировой войны был главным редактором Suomen Kuvalehti (1952—1960).

## Творчество
С 1927 года опубликовал ряд сборников эссе и скетчей.
Автор драм и комедий «Случилось далеко» (1937), «Родилась счастливая девочка» (1941), «Дорогой Венандр» (1946), посвящённых гуманистическим и социально-психологическим проблемам. В драме «Чёрная Сара» (1957) обращается к расовой проблеме.
На основе комедии «Безобразная Эльза» (1949), в которой высмеиваются мелкобуржуазный быт и псевдоучёность, Э. Рислакки совместно с композитором Й. Панула создал одноименную музыкальную комедию (1960).
Написал несколько романов, книг путевых заметок, произведений для детей, мемуаров и др.
Использовал псевдонимы Valentin и Heikki Vaanila.

## Избранные произведения
- Tapahtui kaukana, Hels., 1937;
- Syntynyt terve tytto, Hels., 1941;
- Rakas Wenander, Hels., 1946;
- Ruma Elsa, Hels., 1949;
- Tuijottaja, Hels., 1954;
- Musta Saara, Hels., 1957.

Сценарии фильмов
- Kalevalan mailta, 1935
- Onnenpotku, 1936
- Lapatossu, 1937
- Asessorin naishuolet, 1937
- Lapatossu ja Vinski Olympia-kuumeessa, 1939
- Tavaratalo Lapatossu & Vinski, 1940
- Sotainvaliidit ja heidän huoltonsa 2, 1943
- Sotainvaliidit ja heidän huoltonsa, 1942

## Награды
- Награждён медалью Pro Finlandia в 1952 году.